# مارميت
مارميت (فيرجينيا الغربية) (بالإنجليزية: Marmet, West Virginia) هي مدينة تقع في الولايات المتحدة في مقاطعة كاناوا. يقدر عدد سكانها بـ 1,503 نسمة ومساحتها 3.65 كم2 وترتفع عن سطح البحر 186 متر.

## التركيبة السكانية
قام مكتب تعداد الولايات المتحدة بتحديد بيانات التركيبة السكانية لمارميتفي تعداد الولايات المتحدة. في ما يلي، التركيبة السكانية حسب تعدادي 2000 و2010.

### تعداد عام 2000
بلغ عدد سكان مارمارث 140 نسمة بحسب تعداد عام 2000، وبلغ عدد الأسر 66 أسرة وعدد العائلات 35 عائلة مقيمة في البلدة. في حين سجلت الكثافة السكانية 55.2 نسمة لكل ميل مربع (21.3/كم2). وبلغ عدد الوحدات السكنية 101 وحدة بمتوسط كثافة قدره 39.8 نسمة لكل ميل مربع (15.4/كم2).
وتوزع التركيب العرقي للبلدة بنسبة 99.29% من البيض و 0.71% من عرقين مختلطين أو أكثر.
بلغ عدد الأسر 66 أسرة كانت نسبة 21.2% منها لديها أطفال تحت سن الثامنة عشر تعيش معهم، وبلغت نسبة الأزواج القاطنين مع بعضهم البعض 40.9% من أصل المجموع الكلي للأسر، ونسبة 9.1% من الأسر كان لديها معيلات من الإناث دون وجود شريك، وكانت نسبة 45.5% من غير العائلات. تألفت نسبة 42.4% من أصل جميع الأسر من أفراد ونسبة 18.2% كانوا يعيش معهم شخص وحيد يبلغ من العمر 65 عاماً فما فوق. وبلغ متوسط حجم الأسرة المعيشية 2.78، أما متوسط حجم العائلات فبلغ 2.12.
بلغ العمر الوسطي للسكان 43 عاماً. وكانت نسبة 19.3% من القاطنين تحت سن الثامنة عشر، وكانت نسبة 5.0% بين الثامنة عشر والأربعة وعشرون عاماً، ونسبة 30.7% كانت واقعةً في الفئة العمرية ما بين الخامسة والعشرون حتى والأربعة وأربعون عاماً، ونسبة 26.4% كانت ما بين الخامسة والأربعون حتى الرابعة والستون، ونسبة 18.6% كانت ضمن فئة الخامسة والستون عاماً فما فوق. يوجد لكل 100 أنثى 109.0 ذكر، ويوجد لكل 100 أنثى في الثامنة عشر من عمرها فما فوق 98.2 ذكر.
بلغ متوسط دخل الأسرة في البلدة 29,219 دولار، أما متوسط دخل العائلة فبلغ 29,375 دولار. وكان متوسط دخل الذكور 24,821 دولار مقابل 20,625 دولار للإناث. وسجل دخل الفرد الخاص بالبلدة 17,865 دولار.

### تعداد عام 2010
بلغ عدد سكان مارميت 1,503 نسمة بحسب تعداد عام 2010، وبلغ عدد الأسر 616 أسرة وعدد العائلات 397 عائلة مقيمة في المدينة. في حين سجلت الكثافة السكانية 1,183.5 نسمة لكل ميل مربع (457.0/كم2). وبلغ عدد الوحدات السكنية 700 وحدة بمتوسط كثافة قدره 551.2 لكل ميل مربع (212.8/كم2).
وتوزع التركيب العرقي للمدينة بنسبة 96.5% من البيض و 0.2% من الأمريكيين الأصليين و 0.2% من الأمريكيين ذوي الأصول الآسيوية و 1.6% من الأمريكيين الأفارقة و 1.5% من عرقين مختلطين أو أكثر.
بلغ عدد الأسر 616 أسرة كانت نسبة 26.3% منها لديها أطفال تحت سن الثامنة عشر تعيش معهم، وبلغت نسبة الأزواج القاطنين مع بعضهم البعض 42.2% من أصل المجموع الكلي للأسر، ونسبة 15.7% من الأسر كان لديها معيلات من الإناث دون وجود شريك، بينما كانت نسبة 6.5% من الأسر لديها معيلون من الذكور دون وجود شريكة وكانت نسبة 35.6% من غير العائلات. تألفت نسبة 30.7% من أصل جميع الأسر من أفراد ونسبة 13.6% كانوا يعيش معهم شخص وحيد يبلغ من العمر 65 عاماً فما فوق. وبلغ متوسط حجم الأسرة المعيشية 2.83، أما متوسط حجم العائلات فبلغ 2.29.
بلغ العمر الوسطي للسكان 46.2 عاماً. وكانت نسبة 18.5% من القاطنين تحت سن الثامنة عشر، وكانت نسبة 9.4% بين الثامنة عشر والأربعة وعشرون عاماً، ونسبة 20.6% كانت واقعةً في الفئة العمرية ما بين الخامسة والعشرون حتى والأربعة وأربعون عاماً، ونسبة 28.7% كانت ما بين الخامسة والأربعون حتى الرابعة والستون، ونسبة 23.1% كانت ضمن فئة الخامسة والستون عاماً فما فوق. وتوزع التركيب الجنسي للسكان بنسبة 43.5% ذكور و56.5% إناث.